# 小林信夫
小林 信夫（こばやし のぶお、男性、1910年 - 1930年9月1日）は、日本のプロボクサー。日本統治時代の咸鏡南道元山府（現・江原道元山市）出身。元日本ライト級王者（2度獲得、いずれも戦前の王座）。帝国拳闘会拳道社所属。

## 来歴
1928年11月、プロデビュー。翌1929年11月、明治神宮体育大会ライト級に優勝し、日本同級王者に認定された。
1930年4月、同門の高橋栄治に2RTKO勝利を収め、大日拳・帝拳認定の日本同級王者となった。同年6月24日、上海から来日したジョー・サクラメント（フィリピン）の技巧の前に判定負けを喫し、王座を失った。
同年8月29日、甲子園テニスコートの特設リングで、前年に来日して以来連戦連勝のボビー・ウィルス（フィリピン）と対戦。ボビーの猛打に再三ダウンを喫し、9R2分40秒、タオル投入によりTKO負けとなった。この直後に意識を失い、リングに寝かされたまま介抱を受けたが意識は戻らず、翌日入院したものの医師にも手の施しようがなく、9月1日に死去した。これは日本ボクシング史上初のリング禍となった。

## 獲得タイトル
- 第5代日本ライト級王座（戦前）
- 第6代日本ライト級王座（戦前）